# أنطونيو زوجاريلي
أنطونيو زوجاريلي (بالإيطالية: Tonino Zugarelli)‏ مواليد 17 يناير 1950 في روما، هو لاعب كرة مضرب إيطالي سابق بدأ مسيرته كمحترف سنة 1969 وكان يلعب باليد اليمنى، اعتزل اللعب في 1983. أعلى تصنيف له في الفردي كان المركز الـ 27 في سنة 1977.

## روابط خارجية
- أنطونيو زوجاريلي على موقع رابطة محترفي التنس (الإنجليزية)
- أنطونيو زوجاريلي على موقع الاتحاد الدولي لكرة المضرب (الإنجليزية)
- أنطونيو زوجاريلي على موقع كأس ديفيز (الإنجليزية)
- أنطونيو زوجاريلي على موقع خلاصة التنس.كوم (الإنجليزية)